# Triangularia tanzaniensis
Triangularia tanzaniensis är en svampart som beskrevs av R.S. Khan & J.C. Krug 1990. Triangularia tanzaniensis ingår i släktet Triangularia och familjen Lasiosphaeriaceae.   Inga underarter finns listade i Catalogue of Life.